# 大垣城
大垣城（おおがきじょう）は、岐阜県大垣市郭町にあった日本の城（平城）。麋城（びじょう）または巨鹿城（きょろくじょう）とも呼ばれる。

## 概要

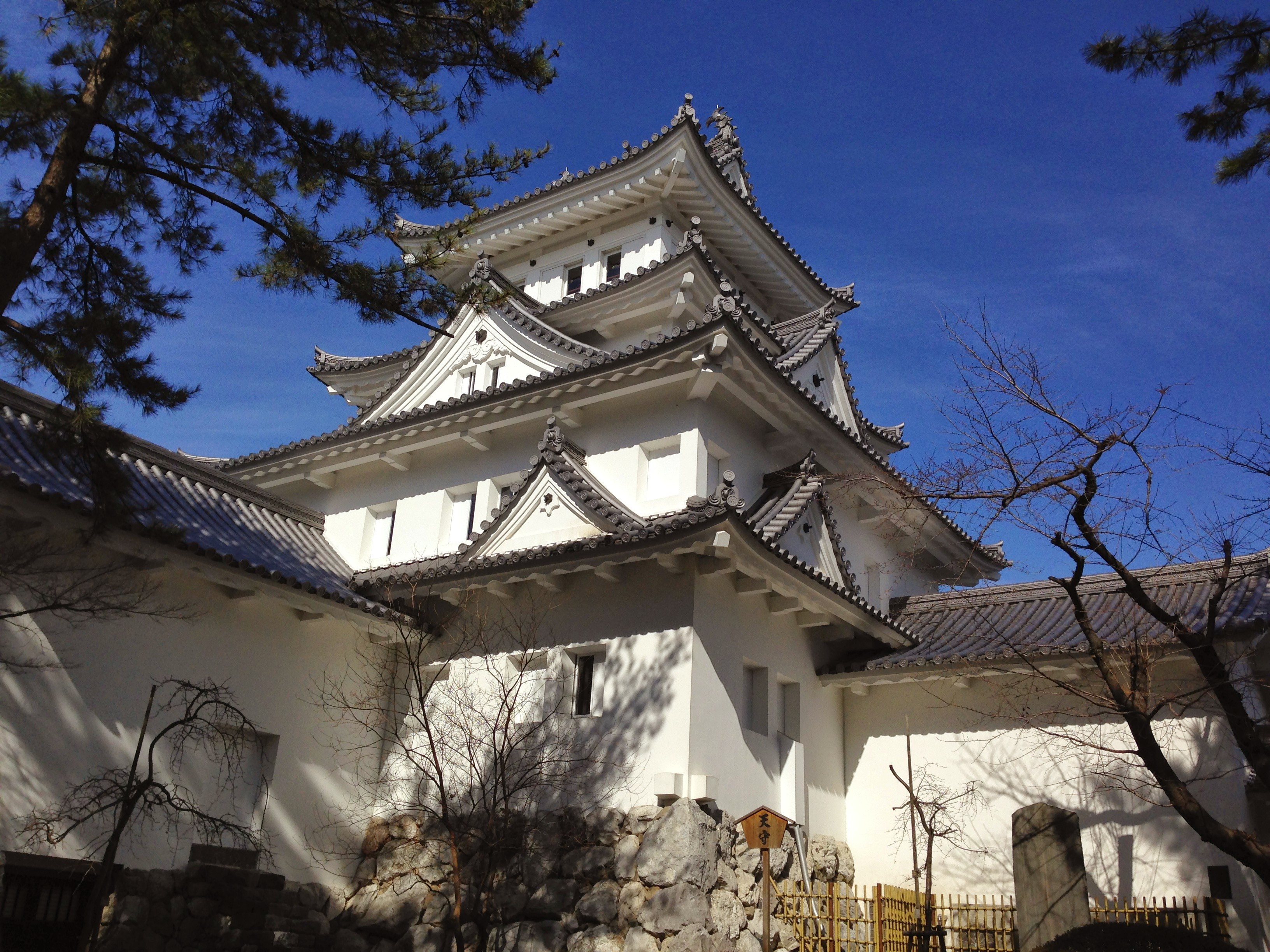
復元天守閣
2015年

宮川安定（安貞）が築いたともいわれているが、築城年代、築城者は特定できていない。宮川氏築城当時は、牛屋川を外堀の代わりに利用し、本丸と二ノ丸のみであったという。戦国時代になると氏家直元が大規模な改修をして本格的な城郭としての整備された。伊藤祐盛が4重4階の天守閣を加え、石川氏によって総堀が加えられ、久松松平氏により天守が改修されている。慶安2年（1649年）、 戸田氏鉄の代の改築によって明治に至る姿となった。

## 歴史

### 中世
明応9年（1500年）に竹腰尚綱によって揖斐川（牛屋川）東河岸にあった牛屋に築かれたとも、天文4年（1535年） に宮川安定が大尻に築いたともいわれる。この当時は、牛屋城と呼ばれていたとされている。牛屋川を外堀の代わりに利用し、本丸と二ノ丸のみであった。
戦国時代には大垣城は戦略上重要な地点であったため争奪戦が繰り返され、織田氏、斎藤氏、織田氏と支配権が移り変わった。天文13年（1544年）に織田信秀の攻撃により落城し、織田播磨守（※造酒丞ではない）が5年間城主を務めた。その後、天文18年（1549年）、斎藤氏に攻め落とされて配下の竹越尚光が城主となる。
永禄2年（1559年） に桑原直元（氏家直元）が城主となり、永禄6年（1563年）に城の大規模な拡張を行い、堀や土塁に手を加え、総囲いなどが整備された。

### 近世
天正11年（1583年）の賤ヶ岳の戦いの後、この地域の支配権を獲得した羽柴秀吉によって池田恒興が城主とされた。所領は15万石とされる。池田氏以後、大垣城は近世城郭としての整備が進んだ。翌、天正12年（1584年）に小牧・長久手の戦いで恒興が戦死すると息子の輝政が継いだが、翌年の天正13年（1585年）に輝政は岐阜城主に転じた。
同年中、輝政に代わって、天正13年（1585年）には秀吉の甥・豊臣秀次（近江八幡山城）の家老の1人に任命された一柳直末が、大垣城に配されて3万石を領した。
大垣城は天正13年11月29日（1586年1月18日）の天正地震の被害に遭って全壊焼失した。
天正16年（1588年）に一柳直末によって、もしくは慶長元年（1596年）頃、伊藤祐盛が城主時代の改築で天守が築かれたとされる。
天正18年（1590年）の小田原の役で一柳直末が戦死したため、この戦いで功を挙げた伊藤盛景が城主とされ、慶長4年（1599年）に盛景が死ぬと子の伊藤盛宗が跡を継いだ。
慶長5年（1600年）の関ヶ原の戦いの際には、城主・伊藤盛宗が西軍に属したため、石田三成ら西軍の主力部隊が入城して根拠地となった。その後、西軍本隊は関ヶ原に移動、城内には福原長堯（三成の義弟）らが守将となって残ったが、関ヶ原の本戦で西軍が敗北すると東軍に攻囲され、相良頼房、秋月種長・高橋元種兄弟らの裏切りにより窮した福原は、やむなく西尾光教の仲介で降伏勧告を受け入れて落城した（大垣城の戦い）。そのときの逸話が『おあむ物語』として残っている。
江戸時代に入り、徳川家康は譜代大名として石川康通を城主にした。
慶長18年（1613年）には石川忠総によって総堀が加えられ、さらに後に松平忠良が天守を改修した。『関ヶ原合戦図屏風』（津軽本）や『正保城絵図』には、現在の復元天守とは異なる3重天守が描かれている。
寛永12年（1635年）に戸田氏鉄が城主となって以降、明治に至るまで大垣藩戸田家の居城となった。戸田氏の改修後は、並郭式に本丸と二ノ丸を並べ、その周囲を三ノ丸で囲い、更に外周は惣構としていた。本丸には北西隅に4重4階（3重4階とも）の複合式層塔型天守を上げ、3重櫓1基に2重櫓を3基、二ノ丸に月見櫓など3重櫓を4基、三ノ丸には2重櫓4基、平櫓1基などが建て並べられ、本丸に2つ、二ノ丸に1つ、三ノ丸に大手門など大小5つ、外郭に南大手門など大小7つの門が開かれていた。また、東総門から西総門にかけて、総堀の中の郭を美濃路が抜けていた。

### 近現代
明治6年（1873年）に発布された廃城令により廃城となったが、天守など一部の建物は破却を免れ、昭和11年（1936年）に天守、艮櫓が国宝（旧国宝）に指定され建造物の昭和実測図も作成された。しかし昭和20年（1945年）7月29日の大垣空襲により天守や艮櫓などが焼失した。
天守は昭和34年（1959年）に、乾櫓は昭和42年（1967年）に鉄筋コンクリート構造で郡上八幡城を参考に外観復元されたが、観光用に窓を大きくするなどの改変がなされた。平成20年（2008年）8月、市民検討委員会が大垣市に木造再建案を提言している。
平成17年（2005年）、大垣市は、戦後に総堀が水門川や用水路として残る以外の堀が埋められ、計画性の無い開発により主要道路や大垣駅からは天守より高い建物によって見えなくなってしまったとして、昔の大垣城を復活しようと「大垣城郭整備ドリーム構想」という計画を立ち上げた。2006年以来、検討委員会がたびたび開催されているが、計画は具体化していない。
平成18年（2006年）、指定管理者制度を導入し公益財団法人大垣市文化事業団が管理運営を開始。
平成23年（2011年）2月22日、屋根瓦の葺き替えと外壁改修工事が完了した。この工事で、戦後の再建時に改変された外観が、史料を基に焼失前の外観に近くなるように改修された（工事最終完了は3月4日）。
平成29年（2017年）4月6日、続日本100名城（144番）に選定された。
平成31年（2019年）4月、指定管理者制度を廃止、大垣市直営施設に戻す。

## 歴代城主
- 竹越重綱
- 竹越尚綱

1. 宮川安定（土岐氏の庶流）
2. 織田信辰（播磨守）
3. 竹越尚光
  - 竹越重直（長良川の戦いで戦死）
4. 氏家直元（卜全）（桑原三河守とも称す）
5. 氏家直昌（直重）（直元の嫡男）
  - 氏家行広（直昌の弟）
6. 池田信輝（恒興）（小牧・長久手の戦いで戦死）
7. 池田輝政（恒興の子）
8. 三好秀次（豊臣秀次）
9. 木下秀長（豊臣秀長）
10. 加藤光泰
11. 一柳直末
12. 豊臣秀勝（秀次弟、小吉秀勝）
  - 羽柴秀俊（後の小早川秀秋）
13. 伊藤祐盛（盛景）
14. 伊藤盛宗（盛正）（盛景の子）
  - 福原長堯（関ヶ原の戦いの西軍）
15. 石川康通
16. 石川家成（康通の父）
17. 石川忠総（家成の養子）
18. 石川康通
19. 松平忠良
20. 松平憲良（忠良の子）
21. 岡部長盛
22. 岡部宣勝（長盛の子）
23. 松平定綱

（以降は戸田氏、大垣藩を参照）
出典：岐阜県 編『岐阜県史蹟名勝天然紀念物調査報告書 第4回』岐阜県内務部、1935年、5-8頁。

## 遺構
開発により多くの遺構は失われたが、本丸の石垣および水門川として外堀の一部が残る。
移築建造物としては、市内の民家に本丸乾門が、市内長松町の天理教本眞愛分教会に清水御門が残る。また、大野町西方の民家に、どこの門かは定かではないが城門が移築され現存する。
各務原市蘇原町野口の野口城に、伝加納城移築鉄門とされていた門が各務原市に譲渡され解体調査の結果、大垣城の鉄門であることが分かった。現在修理され各務原市鵜沼宿に展示されている。

### 大垣公園
本丸、二ノ丸址は大垣公園として整備されている。明治13年（1880年） に旧本丸敷地に中学校が設置される計画があったが中止された後に公園として整備された。
復興天守には、関ヶ原の合戦を石田三成・徳川家康両者のモノローグでリアルタイムに追ったムービー（各約30分）など様々な動画コンテンツを閲覧できる。火縄銃や槍、弓を実際に触ることができる展示コーナーもある。平成12年（2000年）に開催された、決戦関ヶ原大垣博では、テーマ館の一つとして使用された。入場料は100円である。

### 艮隅櫓
本丸を取り囲んだ腰曲輪の櫓。本丸とともに旧国宝になったが、戦災で焼失した。戦後鉄筋コンクリート造で復興した。

### 乾隅櫓
鉄筋コンクリート造で復興。鯱瓦が当時の復元に変更された。野面積の石垣は、石灰岩で作られている。

## ギャラリー

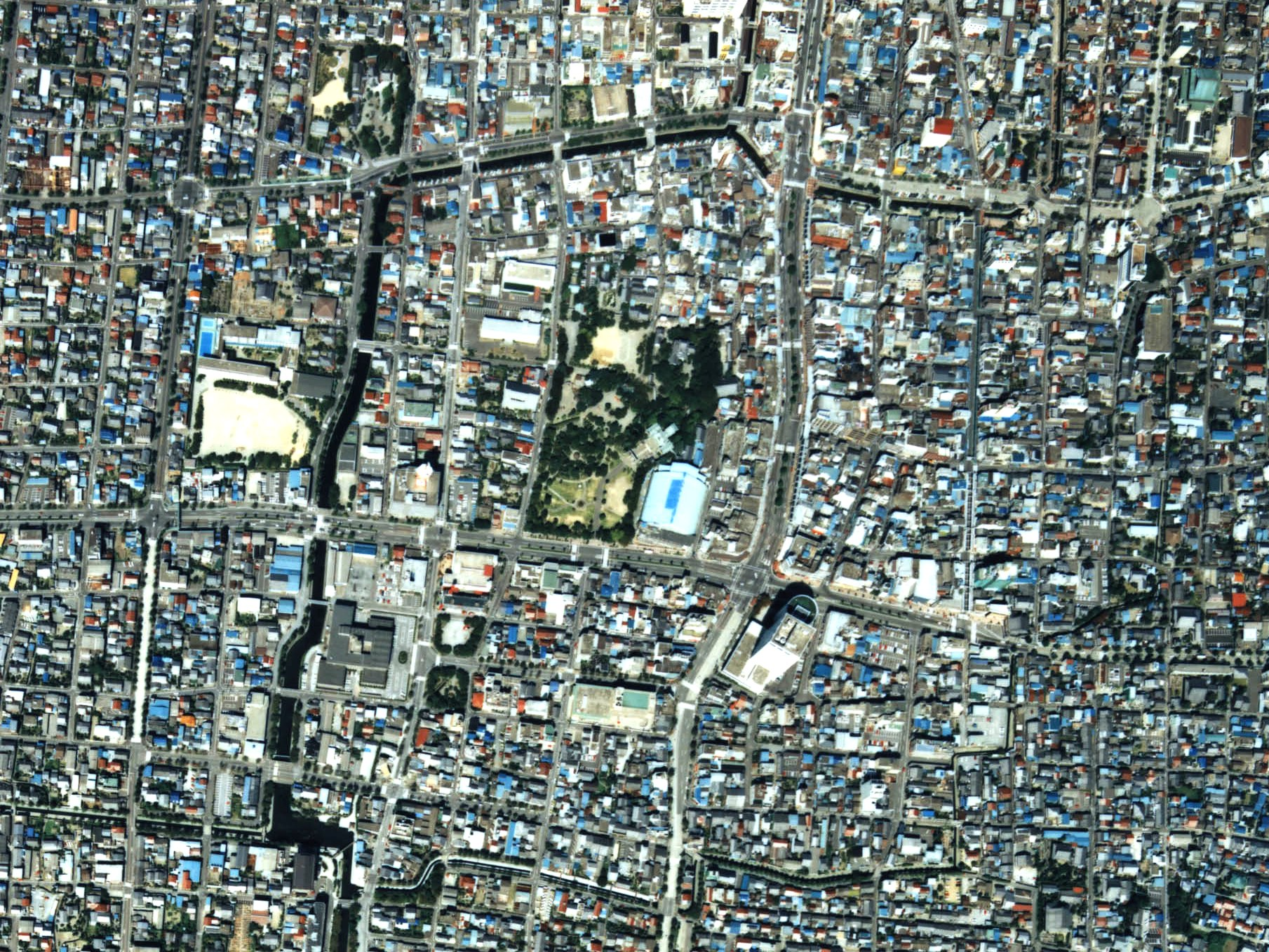
大垣城周辺の航空写真（1987年撮影） 国土交通省 国土地理院 地図・空中写真閲覧サービスの空中写真を基に作成
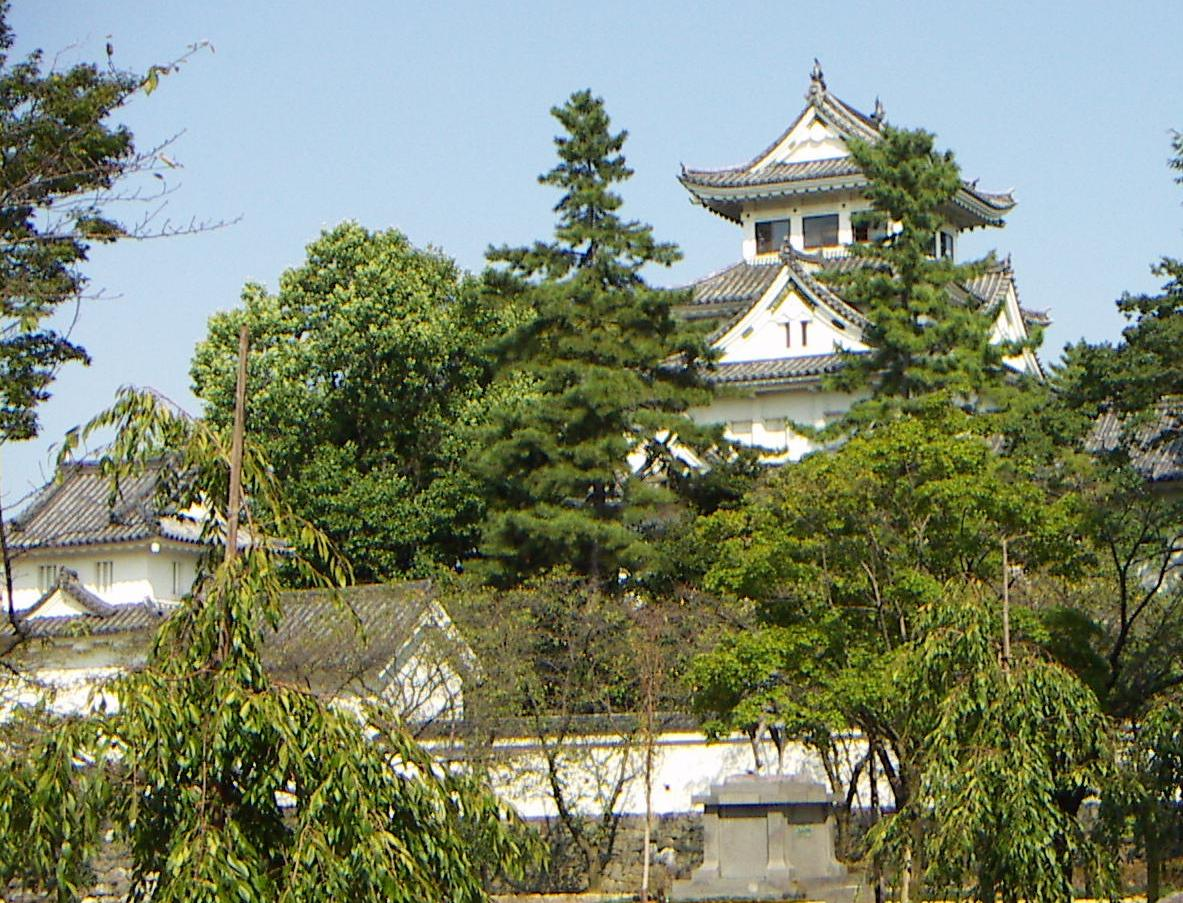
外観改修前の復元天守
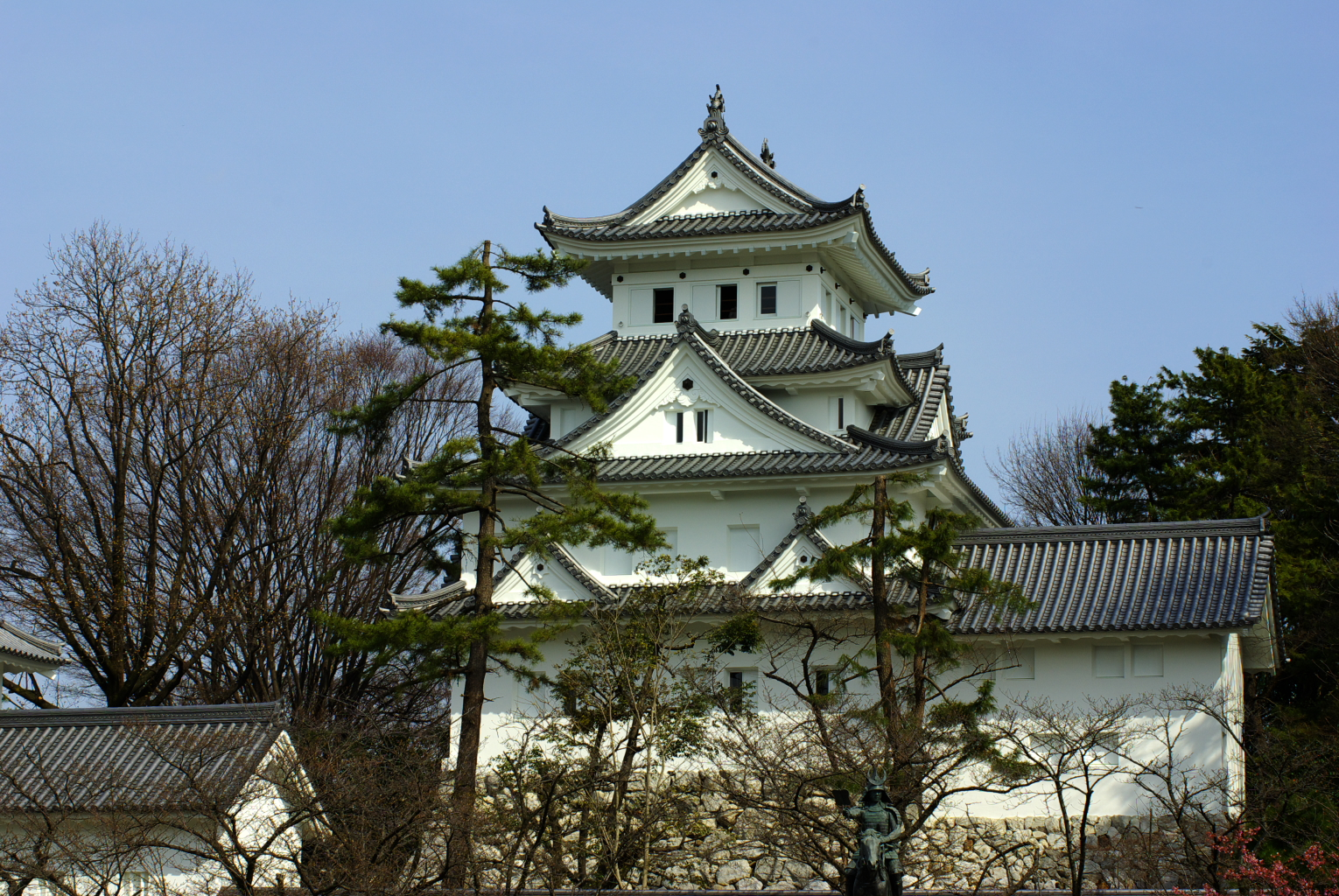
改修後の復元天守